# Útok na synagogu v Jeruzalémě 2014
Útok na synagogu v Jeruzalémě se odehrál ráno 18. listopadu 2014. Dva Palestinci z Jeruzaléma vstoupili do synagogy Kehilat Bnej Tora v jeruzalémské čtvrti Har Nof a zaútočili na modlící se věřící sekerami, sekáčky na maso a pistolí. Zabili čtyři věřící dvojí národnosti a těžce zranili zasahujícího izraelského drúzského policistu, který později na následky zranění zemřel. Zranili také sedm věřících mužů, z nichž jeden se již neprobral z kómatu a po 11 měsících zemřel. Oba útočníci byli poté zastřeleni policií.
Několik prvních zpráv tvrdilo, že se k útoku přihlásila Lidová fronta pro osvobození Palestiny (LFOP); podle jiných zdrojů byla prohlášení bojovníků LFOP buď zmatená, nebo se skupina sama zřekla odpovědnosti. Izraelské úřady uvedly, že „se zdá, že muži jednali sami“.
Jednalo se o nejsmrtonosnější teroristický útok v Jeruzalémě od útoku na ješivu v březnu 2008. Útok byl jedním z řady násilných útoků na Izraelce v létě a na podzim 2014, které některé zpravodajské zdroje označují za intifádu, přestože žádná palestinská skupina oficiální intifádu neorganizovala, jako tomu bylo v případě první a druhé intifády.
Rada bezpečnosti OSN odsoudila „odporný teroristický útok“ v jeruzalémské synagoze.

## Útok
Přibližně v 7:00 během modlitby šacharit vstoupili dva Arabové z Jeruzaléma do synagog Kehilat Bnej Tora v jeruzalémské čtvrti Har Nof a napadli věřící sekyrami, sekáčky na maso a pistolí.
Teroristé zabili čtyři věřící dvojí národnosti a zasahujícího izraelského drúzského policistu a zranili sedm věřících mužů, z nichž jeden se z kómatu neprobral a po 11 měsících zemřel. Jeden z věřících se bránil a dvakrát udeřil teroristu židlí do hlavy, načež utekl do horního patra. Jednalo se o nejsmrtonosnější teroristický útok v Jeruzalémě od útoku na ješivu v březnu 2008.
Dva dopravní policisté, kteří slyšeli střelbu, přiběhli k synagoze a svedli s útočníky přestřelku. Krátce poté dorazil třetí policista a oba útočníky zastřelil. Dva policisté byli zraněni, jeden z nich následně na následky zranění zemřel.
Prvním zasahujícím byl izraelský drúzský policista Zídán Saíf. Ten byl při následné přestřelce těžce zraněn střelou do hlavy a později zemřel.
Pachatelé při útoku na věřící křičeli „Alláhu akbar“.

## Oběti
Zabiti:
- Rabín Moshe Twersky (59 let), americko-izraelský občan žijící v Har Nof. Byl synem harvardského profesora Isadora Twerského[24] a součástí bostonské rabínské dynastie.
- Rabín Kalman Levine (55 let), americko-izraelský občan žijící v Har Nof.[25]
- Rabín Aryeh Kupinsky (43 let), americko-izraelský občan žijící v Har Nof.[3]
- Rabín Avraham Shmuel Goldberg (68 let), britsko-izraelský občan.[3][26]
- Zídán Saíf (30 let), izraelský drúzský policista postřelený do hlavy během útoku a záchranné akce, který později na následky zranění zemřel.[27][28] Saíf žil v severoizraelské drúzské vesnici Januch-Džat a byl otcem čtyřměsíční dcery.[3][29]

Útočníci zranili sedm dalších věřících mužů, z toho dva vážně. Jedna ze zraněných obětí, Howard „Chaim“ Rotman, který strávil téměř rok ve vegetativním kómatu kvůli četným ranám sekáčkem v obličeji a na hlavě, na následky zranění 23. října 2015 zemřel.

## Pachatelé
Pachatelé, bratranci Udaj Abú Džamál (22 let) a Ghasán Abú Džamál (32 let) pocházeli z jeruzalémské čtvrti Džebel Mukabir a pracovali v obchodě s potravinami nedaleko synagogy. Oba útočníci byli příbuzní člena LFOP Džamála Abú Džamála, odsouzeného k 22 letům vězení za pokus o vraždu, kterého Izrael propustil v rámci izraelsko–palestinských mírových jednání v letech 2013–2014.
Vdově po Ghasánu Abú Džamálovi, Nadje, byl doručen příkaz k demolici jejího domu ve východním Jeruzalémě; byla jí odebrána práva k pobytu a byla vyhoštěna do rodinného domu na Západním břehu Jordánu. Její tři děti, Walíd (6 let), Salma (4 roky) a Mohamed (3 roky) – poslední dítě trpí srdeční vadou – smějí zůstat ve východním Jeruzalémě, protože je to jejich rodiště, ale byla jim zrušena práva na veškeré sociální dávky včetně zdravotního pojištění. Proti těmto opatřením, která označuje za příklad kolektivního trestu, protestuje. Řekla, že „kdybychom věděli, že můj manžel plánuje útok, samozřejmě bychom ho zastavili“, zatímco její příbuzní uvedli, že se nemohou smířit s tím, co Ghasána a Udaje k útoku na místo uctívání přimělo.
K útoku se původně přihlásila Lidová fronta pro osvobození Palestiny (LFOP). Haní Thawbta, vůdce LFOP v Pásmu Gazy, prohlásil: „Prohlašujeme, že LFOP nese plnou odpovědnost za provedení této hrdinské operace, kterou provedli naši hrdinové“. Chalíl Makdesi z ústředního výboru LFOP na internetových stránkách LFOP uvedl, že odpovědnost nese „okupace“ a že „LFOP bude i nadále útočit na všechny okupační instituce“. Izraelské úřady uvedly, že „se zdá, že muži jednali sami“. Policejní šéf původně uvedl, že ačkoli vyšetřování není ukončeno, domnívá se, že se zřejmě jednalo o tzv. útok osamělého vlka.
Oba muži byli údajně napojeni na LFOP a LFOP je označila za své členy, ale jejich rodina uvedla, že si není vědoma, zda tomu tak skutečně bylo. Podle některých členů rodiny útočníci nepatřili k žádné ozbrojené skupině.

## Motivy
Dva příbuzní útočníků uvedli, že útok byl motivován tím, co útočníci považovali za „hrozbu židovského převzetí Chrámové hory“, a smrtí palestinského řidiče autobusu Júsefa ar-Rámúního v jeruzalémském autobusovém depu Har Chocvim. Izraelské úřady uvedly, že pitva prokázala pouze sebevraždu a že palestinský patolog, který se pitvy zúčastnil, Saber al-Alúl, s tímto závěrem původně souhlasil. Později však lékař uvedl, že výsledky ukazují na „organizovanou vraždu“; mnoho Palestinců se domnívá, že řidiče autobusu zavraždili izraelští osadníci.

## Dopad na vládní politiku
V reakci na tento a další incidenty v rámci série útoků na Židy v létě a na podzim 2014 premiér Benjamin Netanjahu zmírnil napětí ve vztazích s arabským světem a vyzval k ukončení návštěv ministrů a poslanců vlády na Chrámové hoře. Kromě toho Izrael znovu zavedl politiku demolice domů palestinských pachatelů a odebírání pobytového statusu jejich blízkým příbuzným. V bezprecedentním kroku, který měl podle Izraele odradit od budoucích útoků, Izrael upustil od vydání těl mrtvých útočníků jejich rodinám. Premiér Benjamin Netanjahu nařídil demolici domů útočníků. Izraelský ministr obrany Moše Ja'alon prohlásil, že ve světle nedávné série útoků Izrael zmrazí řadu plánovaných kroků, které mají Palestincům žijícím na Západním břehu Jordánu usnadnit život, včetně nových silnic.

## Následky
Následující den byla synagoga, kde došlo k útoku, znovu otevřena a opět se v ní konala modlitba šacharit. V kongregaci nadále pracují arabští zaměstnanci.
V reakci na tento incident se po celém světě uskutečnilo mnoho protestů. Rabín Avi Weiss uspořádal protest u palestinského velvyslanectví v New Yorku. Deset židovských mužů bylo zatčeno při protestu v Jeruzalémě a 23 dalších bylo zatčeno při pokusu zablokovat tramvajovou dopravu v Jeruzalémě. V mnoha obcích se konaly vzpomínkové bohoslužby.
Pohřbu Zídána Saífa se zúčastnily tisíce lidí, včetně prezidenta Re'uvena Rivlina, ministra vnitřní bezpečnosti Jicchaka Aharonoviče a policejního náčelníka Jochanana Danina. Jeden americký židovský pár pojmenoval své dítě po Zídánu Saífovi na počest jeho činů.
Federální úřad pro vyšetřování prohlásil, že se připojí k izraelským úřadům při vyšetřování útoků s cílem zjistit, zda útočníkům nepomáhaly nějaké organizace nebo jednotlivci, kteří by mohli být trestně stíháni.
V Pásmu Gazy se konaly demonstrace a oslavy, na nichž Palestinci nesli portréty obou útočníků a také zbraně použité při útoku.

## Reakce

### Podle země
- Bahrajn: Bahrajnský ministr zahraničních věcí šejk Abú Chalífa útok odsoudil.[58]
- Brazílie: Brazilská vláda ostře odsoudila teroristický útok v synagoze a vyjádřila solidaritu s pozůstalými.[59]
- Česko: Ministerstvo zahraničních věcí útok odsoudilo a v prohlášení uvedlo, že „vedle svého okamžitého dopadu takovéto činy jen dále zhoršují již tak napjatou situaci v citlivém a neklidném ovzduší města Jeruzaléma“. Vyzvalo také obě strany konfliktu, „aby udělaly vše, co je v jejich silách, aby zklidnily situaci“.[6]
- Kanada: Premiér Stephen Harper odsoudil „barbarský teroristický čin“. Harper prohlásil, že Kanada „myslí a modlí se s izraelským lidem“.[60]
- Kostarika: Kostarika odsoudila tento „teroristický čin, který vážně narušuje lidskou důstojnost a mír v každé společnosti“.[61]
- Francie: Prezident François Hollande vydal prohlášení, v němž odsoudil „ohavný útok ... v synagoze v Jeruzalémě a ty, kteří se odvážili tento čin uvítat“. Hollande „vyjádřil hluboké znepokojení nad řetězcem násilností v Jeruzalémě a na Západním břehu Jordánu“.[62]
- Německo: Německý ministr zahraničních věcí Frank-Walter Steinmeier označil „smrtící útoky namířené proti nevinným věřícím na místě bohoslužeb“ za „strašný přečin v již tak mimořádně napjaté situaci“.[63]
- Guatemala: Guatemalská vláda vyjádřila „odmítavý postoj a důrazné odsouzení útoku v Jeruzalémě“.[64]
- Jordánsko: Jordánský parlament přednesl modlitbu k uctění památky útočníků, kteří masakr spáchali.[65] Mluvčí jordánské vlády zároveň útok odsoudil: „Jordánsko odsuzuje útok na jakéhokoli občana a odsuzuje všechny násilné a teroristické činy, které zraňují civilisty, ať už jsou jakéhokoli původu“.[65] Jordánský premiér Abdulláh Ensúr mezitím zaslal rodinám obou palestinských ozbrojenců kondolenční dopis.[66]
- Nizozemsko: Nizozemský ministr zahraničních věcí Bert Koenders reagoval slovy: „Hrozné. Jedná se o útok na pódium židovského náboženství v synagoze“ a „považuji to za opravdu šokující“.[67]
- Peru: Peruánská vláda vyjádřila „krajní šok a silné odsouzení“ teroristického útoku, který je motivován „náboženskou nesnášenlivostí“ a „odporuje civilizovanému soužití mezi národy“.[68]
- Rusko: Ruští delegáti při OSN prohlásili, že „zabíjení civilistů, ať už má jakékoli motivy, je nelidský zločin“.[69]
- Španělsko: Španělská vláda odsoudila „brutální útok“ a prohlásila, že „pochvalné projevy a gratulace, které po tomto politováníhodném činu zveřejnily některé organizace a jednotlivci, jsou stejně tak odporné jakémukoli smyslu pro lidskost“.[70]
- Turecko: Turecký ministr zahraničí věcí Mevlüt Çavuşoğlu útok odsoudil.[71]
- Spojené království: Premiér David Cameron útok Palestinců odsoudil a napsal: „Jsem zděšen dnešním strašlivým útokem na věřící v jeruzalémské synagoze. Mé myšlenky jsou s rodinami obětí“.[72] Předseda Konzervativní strany Grant Shapps útok rovněž odsoudil. Kritizoval bývalou ministryni vlády Sayeedu Warsi, která útok zřejmě přirovnala k protestům „izraelských extremistů“ v mešitě Al-Aksá. Warsi prohlásila, že extremisté zabíjeli jak Izraelce, tak Palestince, a přála si „spravedlnost pro všechny“.[73]
- Spojené státy americké: Prezident Spojených států Barack Obama prohlásil, že útoky, při nichž zahynuli tři občané Spojených států, důrazně odsuzuje.[74] John Kerry, ministr zahraničních věcí Spojených států, označil útok za „akt čistého teroru a nesmyslné brutality a násilí“.[75] Starosta New Yorku Bill de Blasio uvedl, že je útokem „zděšen a zdrcen“. Newyorský guvernér Andrew Cuomo vydal prohlášení, v němž odsoudil „strašlivý teroristický útok“, který podle něj „byl politováníhodným aktem zla, který by měl být jako takový odsouzen všemi bez ohledu na jejich politické nebo náboženské přesvědčení“. Prohlášení odsuzující útok vydali také newyorští senátoři Kirsten Gillibrand a Charles Schumer. Podle Schumera se na útoku spolupodílela Palestinská autonomie, která prováděla „bezohledné podněcování“.[76] Federální úřad pro vyšetřování oznámil, že bude incident vyšetřovat.[77] Mnoho amerických zákonodárců podepsalo dopis Abbásovi, v němž uvedli, že pokud nezmírní násilí, riskuje ztrátu americké zahraniční pomoci.[78]
- Vatikán: Papež František odsoudil „nepřijatelné násilnosti“ v Jeruzalémě, které „nešetří ani místa bohoslužeb“. Nabídl modlitby za oběti útoku.[79]

### Ostatní entity
- Evropská unie: Šéfka zahraniční politiky EU Federica Mogherini odsoudila masakr jako „teroristický čin“.[80]
- Palestinská autonomie: Palestinský prezident Mahmúd Abbás prohlásil, že „předsednictví odsuzuje útok na židovské věřící na jejich modlitebně a odsuzuje zabíjení civilistů bez ohledu na to, kdo to dělá“.[81]
  -  Hamás: Hamás uvedl, že útok byl reakcí na nález oběšeného palestinského řidiče autobusu.[82] Patologický test prokázal, že šlo o sebevraždu, ale rodina řidiče se domnívá, že byl zavražděn.[82] Hamás útok pochválil jako „přiměřenou a funkční odpověď na zločiny izraelské okupace“.[75][83]
  - V Pásmu Gazy lidé na oslavu rozdávali sladkosti a mávali plakáty s vrahy.[3][84] Palestinská televize ukázala fotografie z oslavných scén v Betlémě na Západním břehu Jordánu[3] a palestinský rozhlas označil vrahy za „mučedníky“.[85]
  - Palestinský islámský džihád: Palestinský islámský džihád v Pásmu Gazy útok pochválil.[83]
- Organizace spojených národů: Robert Serry, zvláštní koordinátor OSN, řekl: „toto úmyslné zabíjení nelze nijak ospravedlnit“. [86] Rada bezpečnosti OSN důrazně odsoudila „odporný teroristický útok“ v jeruzalémské synagoze.[15] Generální tajemník OSN Pan Ki-mun útok odsoudil, vyjádřil soustrast rodinám obětí a popřál zraněným brzké uzdravení.[87]